# 3C 400.2
3C 400.2, también llamado SNR G053.6-02.2 y AJG 99, es un resto de supernova situado en la constelación de Sagita. Fue detectado como radiofuente en el Tercer catálogo de radiofuentes de Cambridge (3C).

## Morfología
3C 400.2 posee una morfología mixta con una envoltura en ondas de radio y emisión de rayos X compacta y centralizada.
Su espectro en rayos X tiene dos componentes, el segundo proveniente de la emisión de choque inverso del material eyectado.
Se cree que 3C 400.2 procede de una supernova de tipo Ia y, de hecho, hasta el momento no se ha detectado ningún púlsar asociado.
Su envoltura puede ser descrita como dos cáscaras parcialmente superpuestas, la mayor de ellas hacia el sureste y la otra hacia el noroeste. Los restos de supernova con doble cáscara pueden crearse bien por dos explosiones de supernova que interaccionaron entre sí o bien por un único evento: en el caso de 3C 400.2 se cree que una única explosión fue la responsable de su formación.

## Edad y distancia
3C 400.2 es uno de los restos de supernova más antiguos que se conocen, pues su edad se estima en torno a los 45 000 años; así, en un estudio sobre 43 restos de supernova de nuestra galaxia, es el que tiene mayor edad. 
Por otra parte, 3C 400.2 se encuentra a una distancia de 7800 ± 800 pársecs de la Tierra. Un trabajo independiente —que utiliza estrellas del apelotonamiento rojo (RC) como candelas estándar— confirma que se encuentra a una distancia superior a 5300 pársecs.
Es un resto de supernova gran tamaño, ya que el tamaño estimado de su radio es de 34,6 ± 3,6 pársecs.